# جعفر (قروه)
جعفر (قروه)، روستایی از توابع بخش سریش‌آباد شهرستان قروه در استان کردستان ایران است.

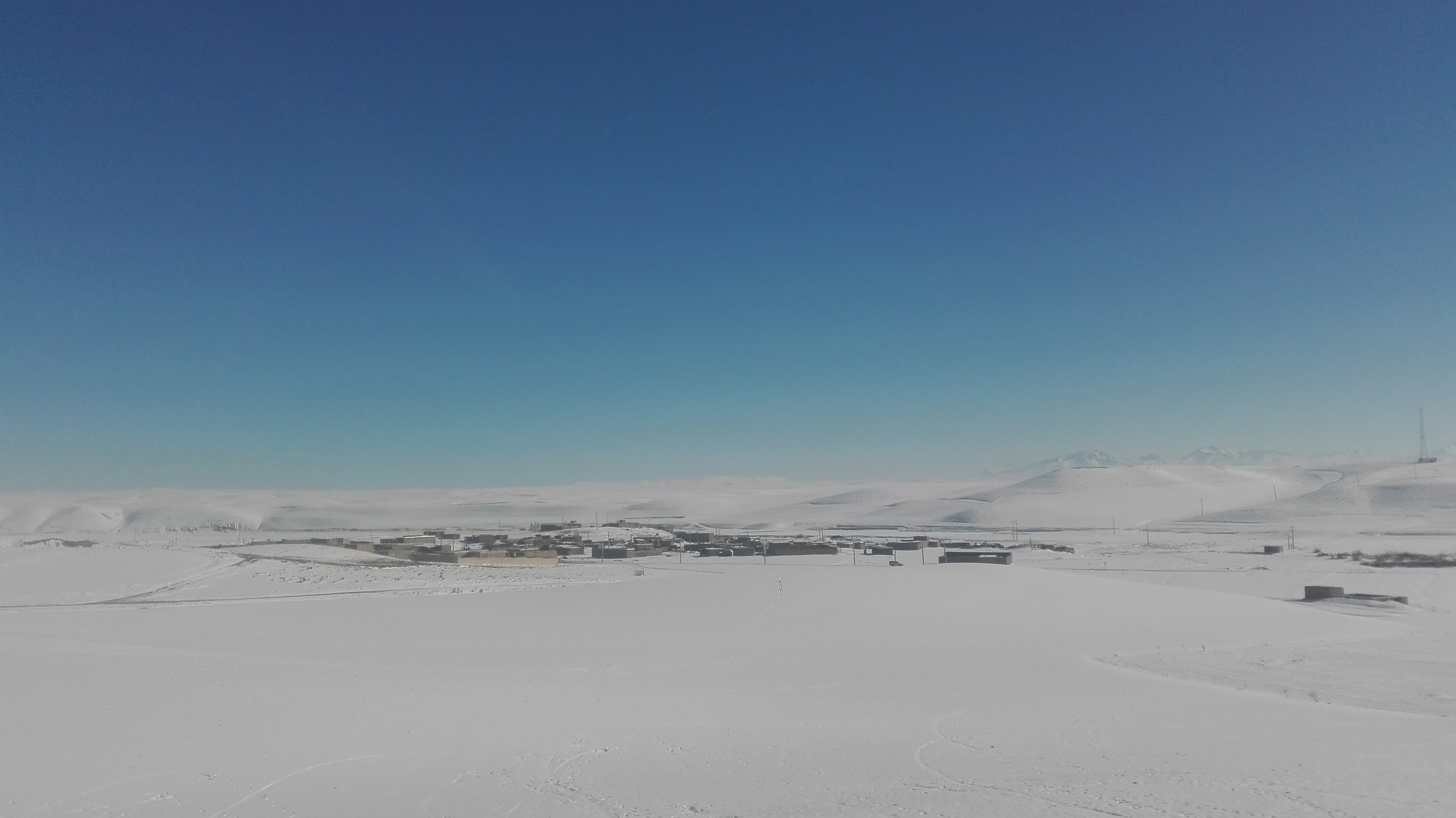
روستای جعفر

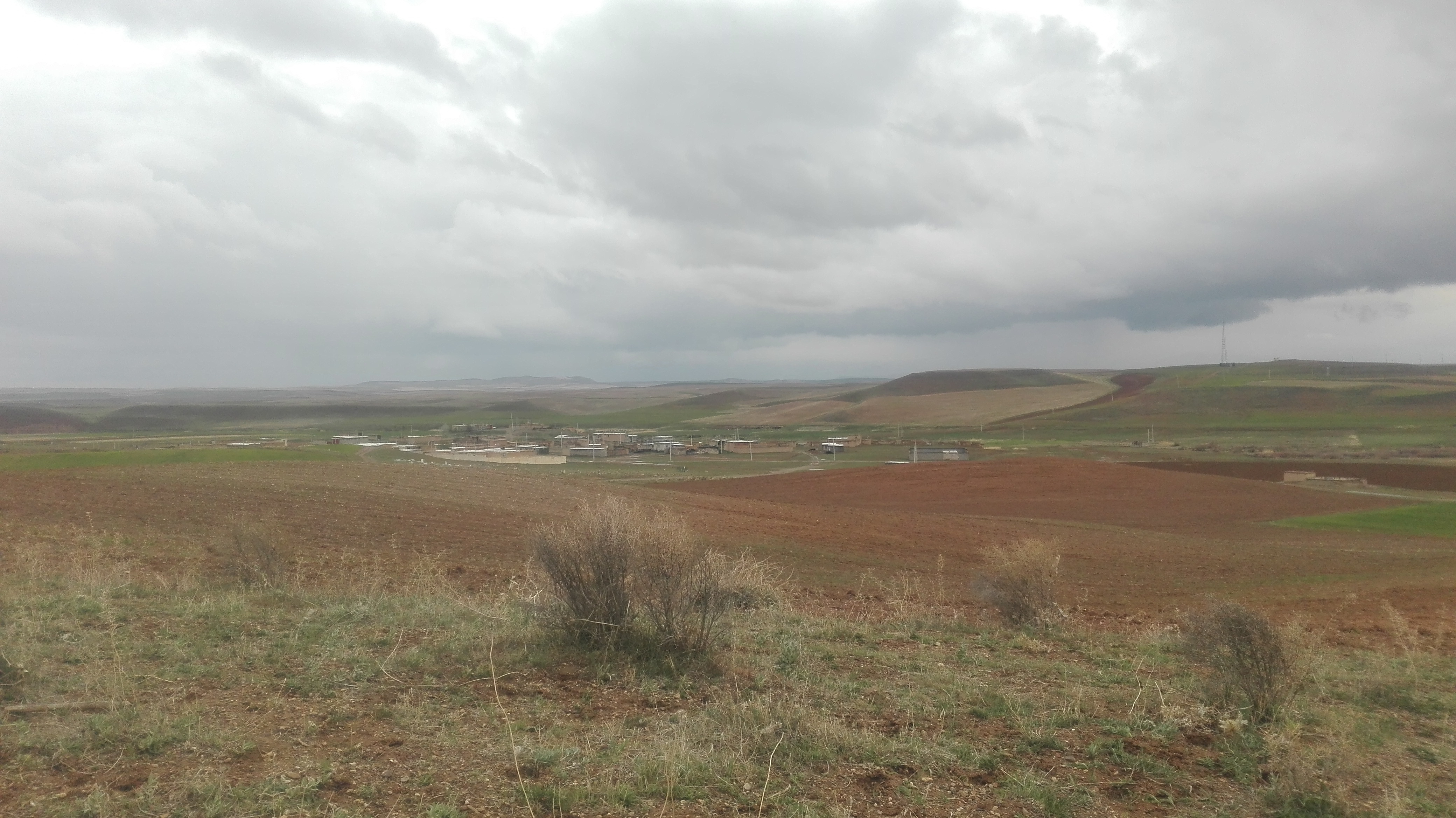

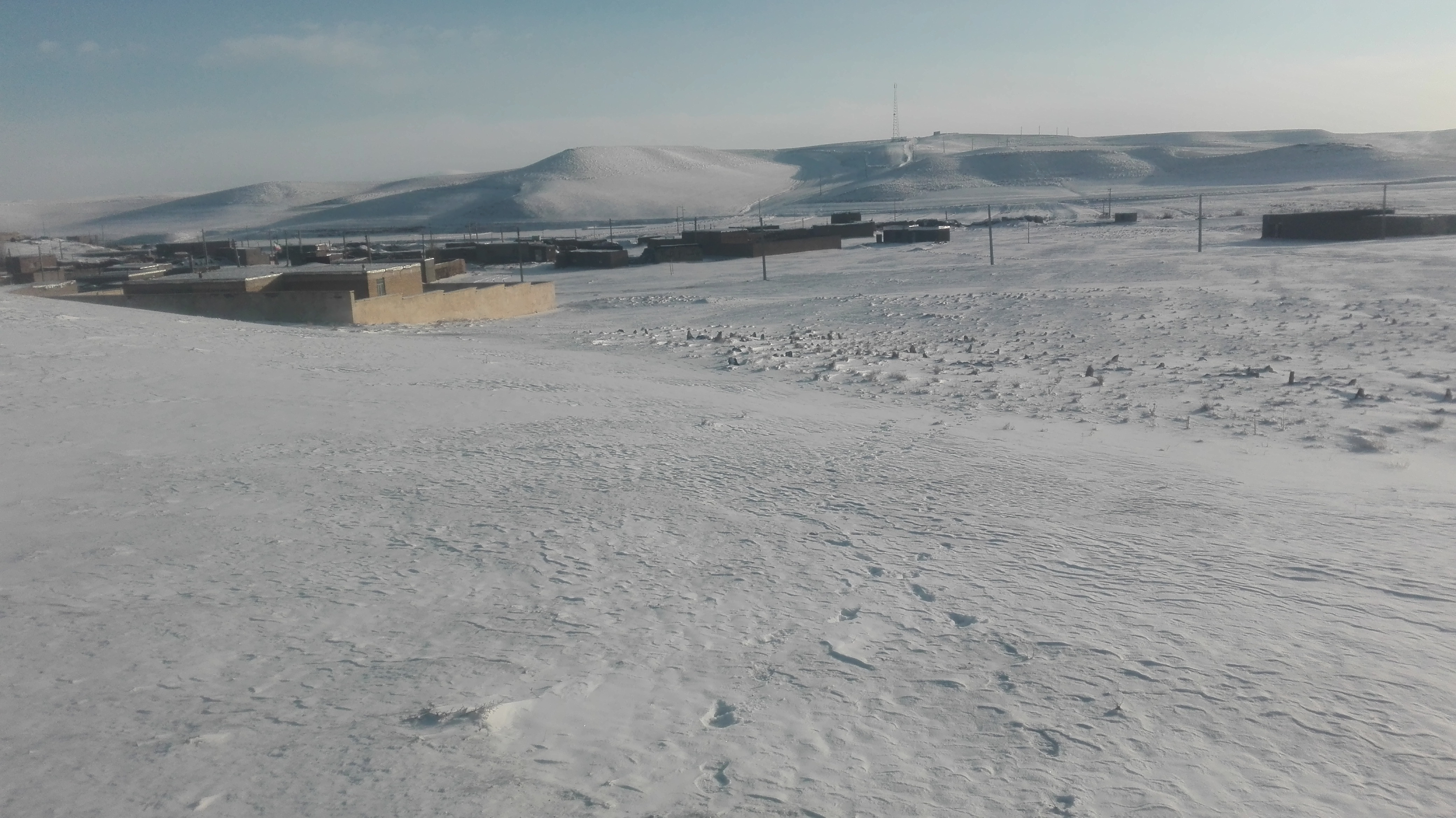

روستای جعفر که در 35 کیلومتری شهرستان قروه در استان کردستان می باشد. موقعیت این روستا  شامل بخش دهستان لک ودر جنوب شهرستان قروه می باشد و از لحاظی اخرین روستای جزو توابع شهرستان قروه بر روی جاده اصلی می باشد و روستای بعد از ان جزو بیجار می باشد و جمعیت این روستا بر اساس سرشماری آمار نفوس و مسکن در سال 1385 . 199 نفر (45 خانوار) بوده است .

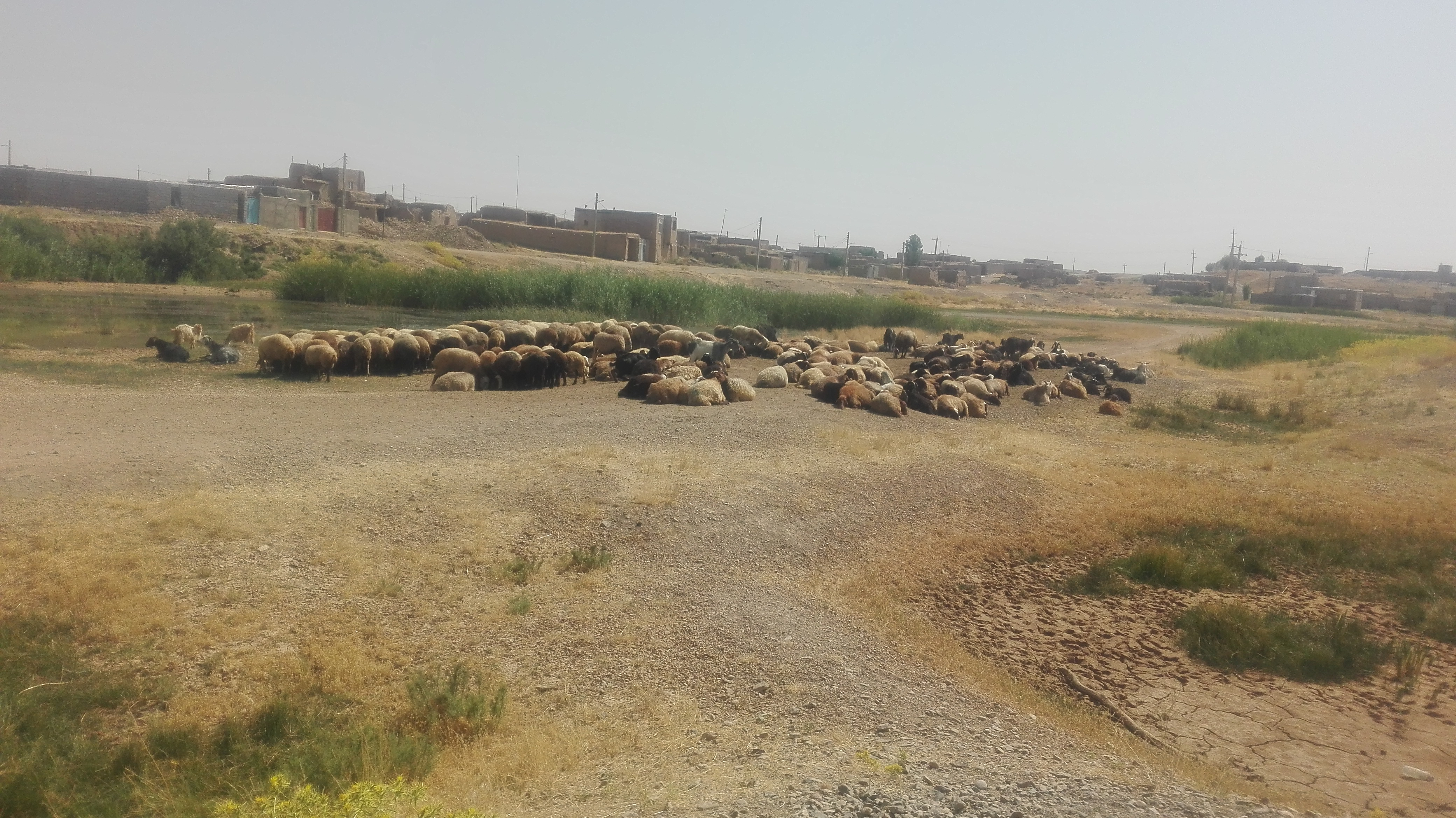
استراحتگاه گوسفندان(پچه ران)

 ولی با کاهش چشمگیر جمعیت روبه رو بوده است که بر اساس جدیدترین سرشماری در سال 1395. 138 نفر (35 خانوار) است گورستان روستا در قسمت غرب روستا قرار دارد و مسجد روستا در وسط روستا بنا شده است (مسجد النبی) حمام روستا در روبروی مسجد (50 متری) قرار داشت که بدلیل نرسیدن به آن  بنایش تخریب و محو شد.روستای جعفر دشت های ناهمواری دارد این روستا کوه بخصوصی ندارد ولی در غربش کوه شیدا (واقع در روستا چمقلو شیدا) نمایان است و در جنوب شرقی روستا کوههای پیر یوسف (واقع در روستای حسن خان) در فاصله نزدیکی از روستا نمایان است رودخانه همانطور ک میدانید اکثرا روستاها شامل رودخانه هستند و روستای جعفر هم از این امر مثتثنی نمی باشد  

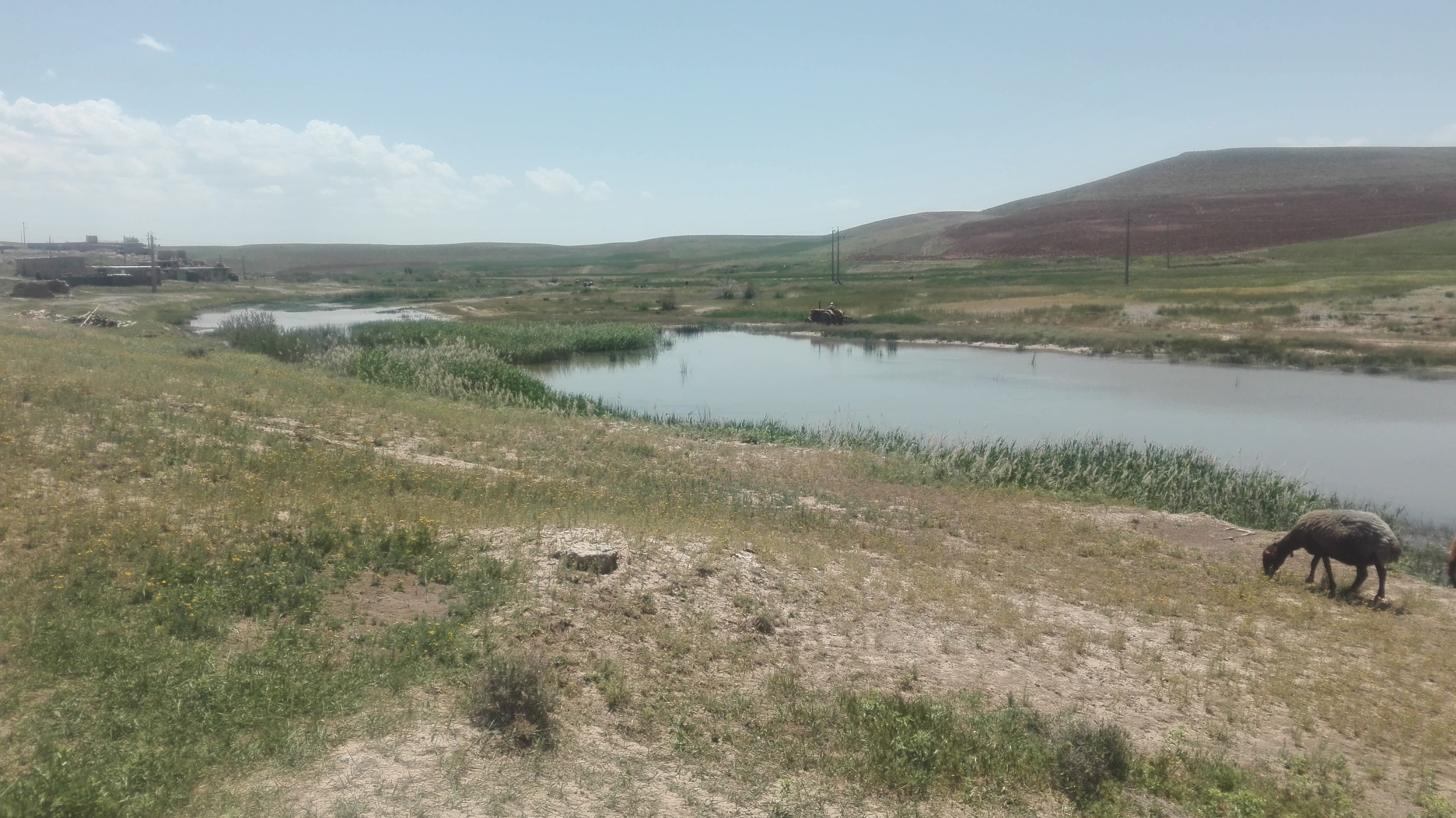
رودخانه روستای جعفر

رودخانه روستا در قسمت شمالی روستا قرار دارد ک بیشتر در تابستان بدلیل سد کردن اب خشک می باشد و شغل اصلی مردم روستا کشاورزی و دامداری می باشد کشاورزی ک اکثرا گندم و جو نخود و بیشتر به صورت دیم می باشد  

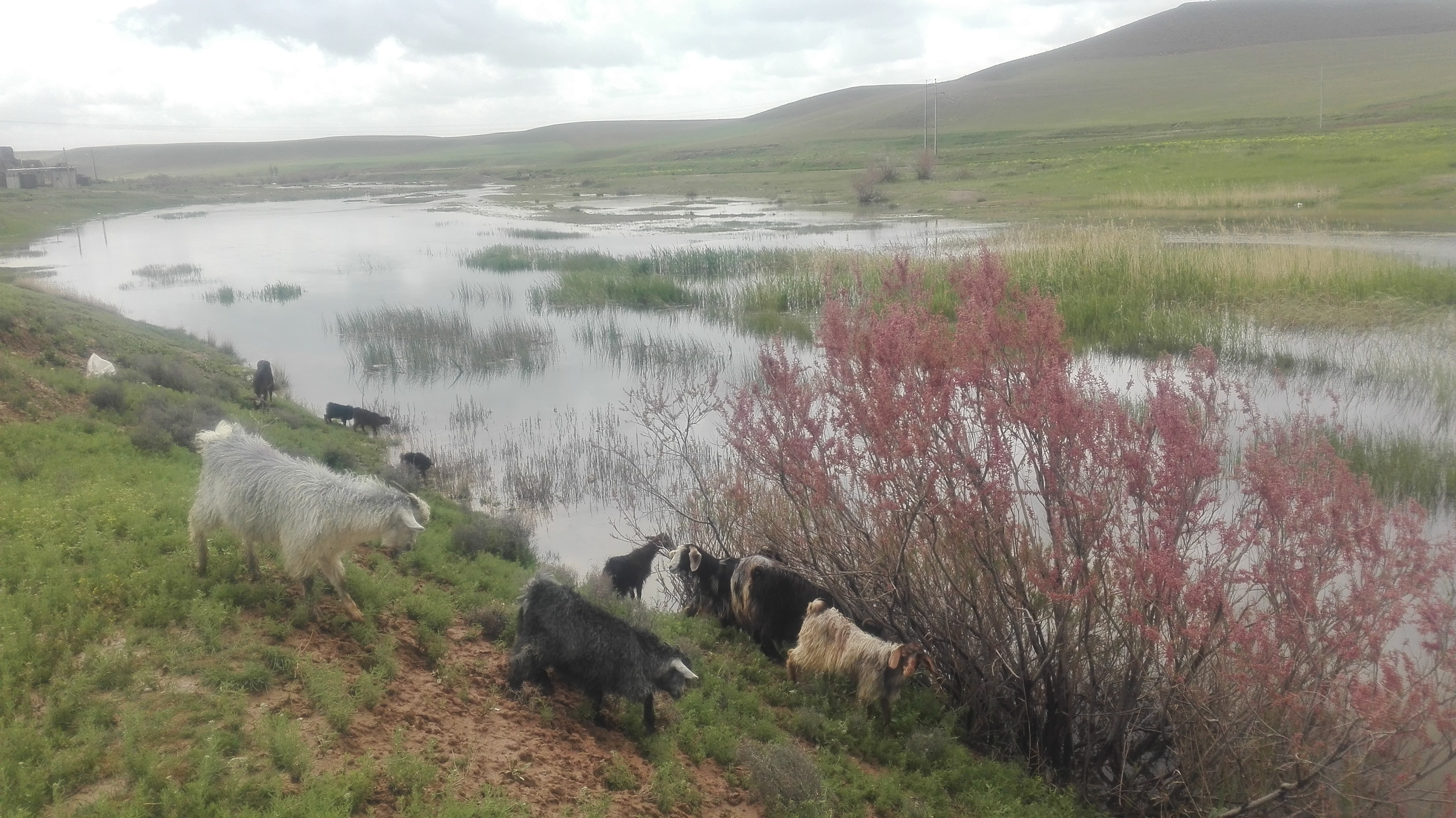
فره فره بیوتیفول (:

و حیوانات نگهداری شده در این روستا گاو و بز و گوسفند و سگ می باشد  

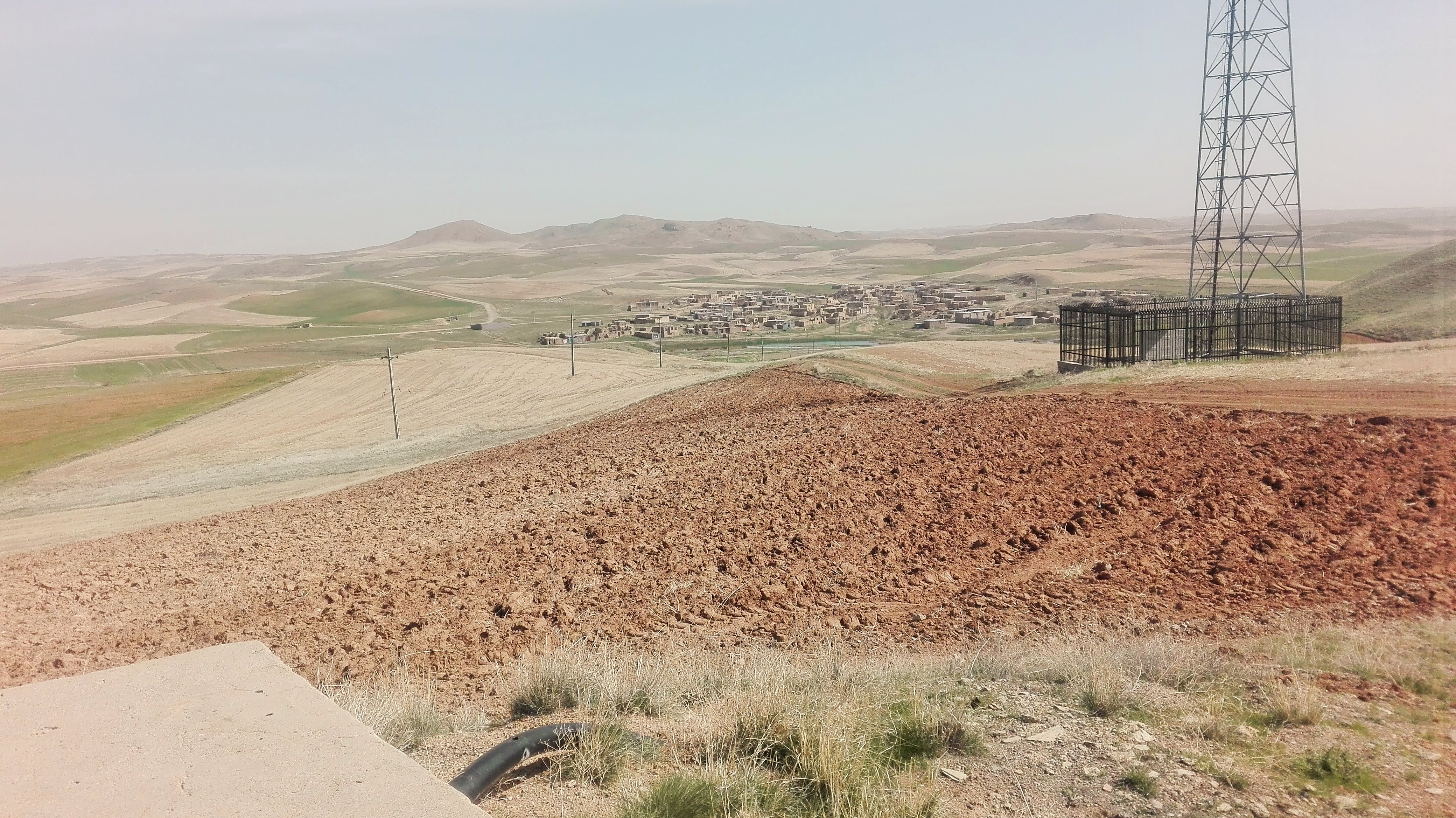

و در فصل بهار گیاهان و گل های زیبایی دشت ها رو پر کرده است که زیبایی چشم گیری را به دنبال دارد و تعداد کمی درخت در روستا می باشد که بیشتر درختان چنار و سرو می باشد 

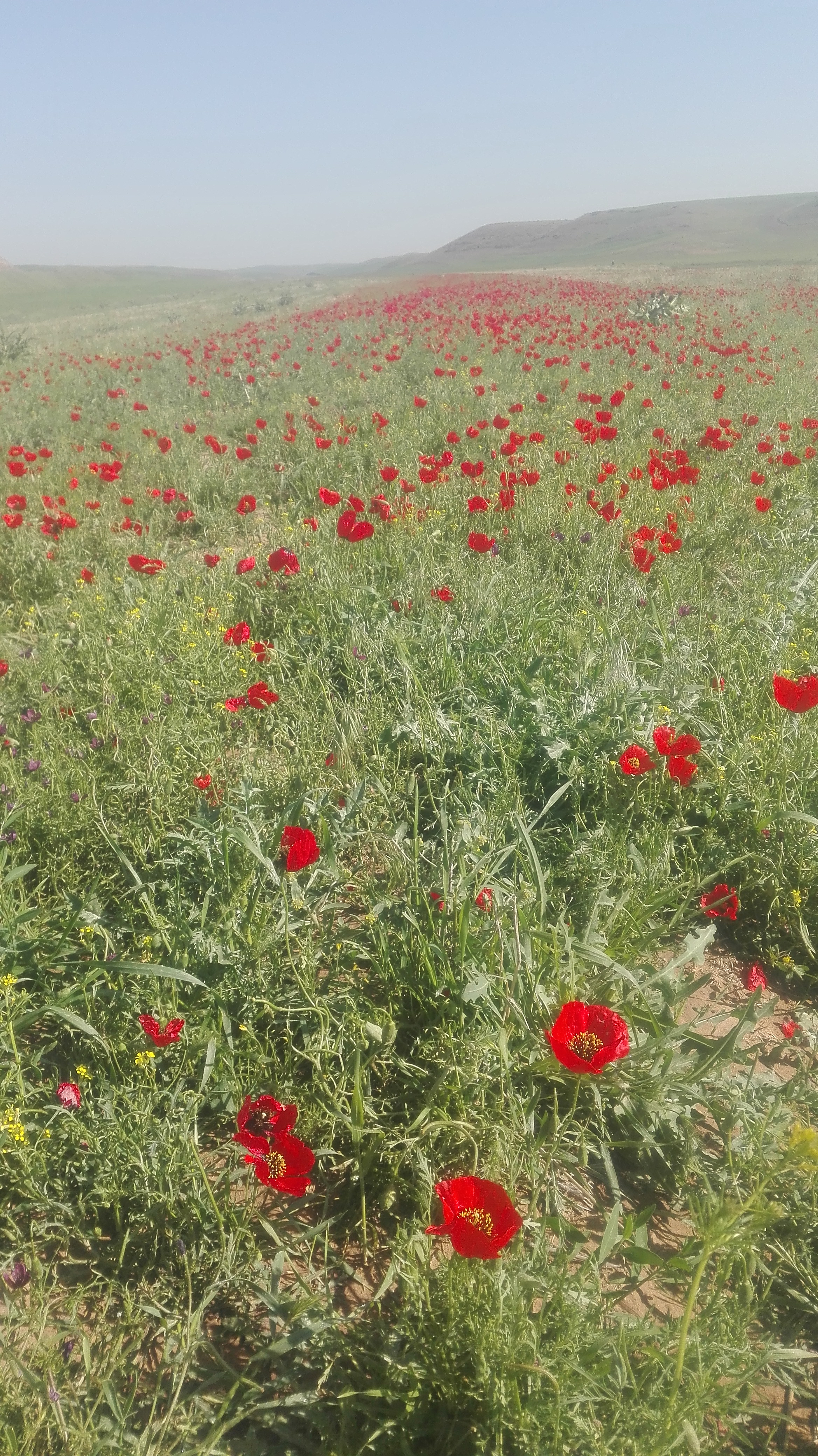
دشت گل های زیبای سرخ در فصل بهار

 و شکل خانه های به صورت مستطیلی و جنس خانه ها روستا اکثرا کاه گل می باشد و تعدادکمی ساختمان سازی و تخریب شده اند و بنای آجری که با مصالح سیمان و ماسه کچ  بنای مستحکمی را جای ان بنا کرده اند آثار تاریخی روستای جعفر شامل قلعه  که در شمال  روستا می باشد که به مرور زمان تخریب  و محو شده است که هم اکنون زیر نظر میراث فرهنگی شهرستان قروه است. افراد مشهور باوجود زندگی کردن مردم این روستا در عصر کشاورزی  و وارد نشدن به عصر صنعت و عصر ارتباطات توانسته افراد موفقی را تحویل جامعه دهد و در قشر جوانان این روستا جوانانی رشید و تحصیل کرده است. دکل مخابرات تلفن همراه در شمال روستا قرار دارد و آنتن کامل موبایل را در سراسر روستا شاهد هستیم و روستا دارای خط تلفن ثابت می باشد و از نعمت برق و گاز بهرمند است و به دلیل تعداد کم جمعیت خانه بهداشت در این روستا وجود ندارد و برای مراجعه به خانه بهداشت باید به روستای مجاور (حسن خان) که  در یک کیلومتری شرق روستا قرار دارد رفت مردم این روستا اعیاد و مناسبت های مذهبی را به جا می اورند مانند عید قربان که در عید قربان خانه هایی ک قربانی دارند بعد از ذبح کردن گوسفند آنرا به مسجد برده و درانجا بسته بندی و سپس بین اهالی روستا تقسیم می کنند

امیدوارم توانسته باشم گوشه ای از روستا را  بر حسب اطلاعات خود به شما نشان داده باشم 

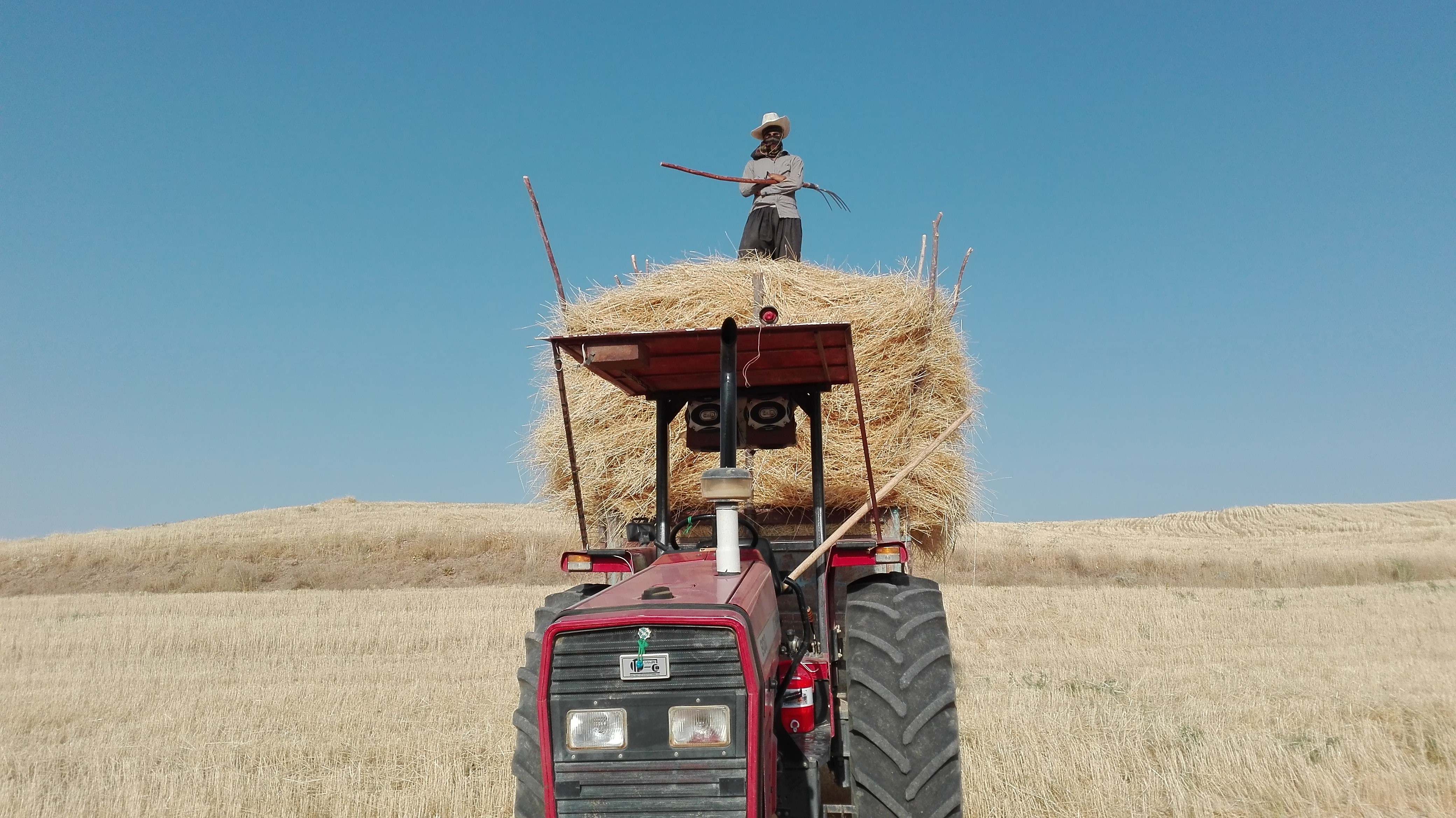
خوم :)

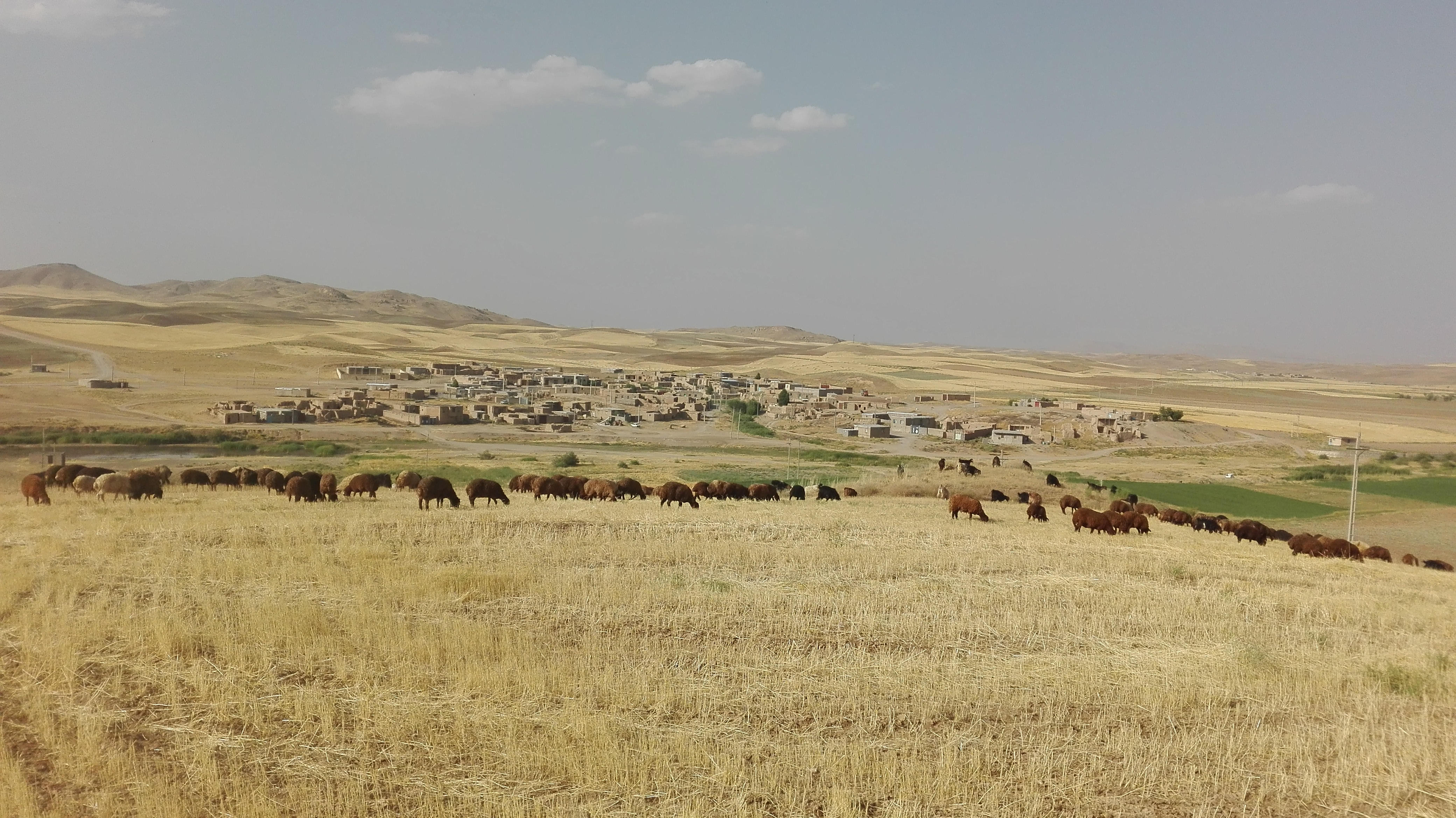
تابستان روستای جعفر

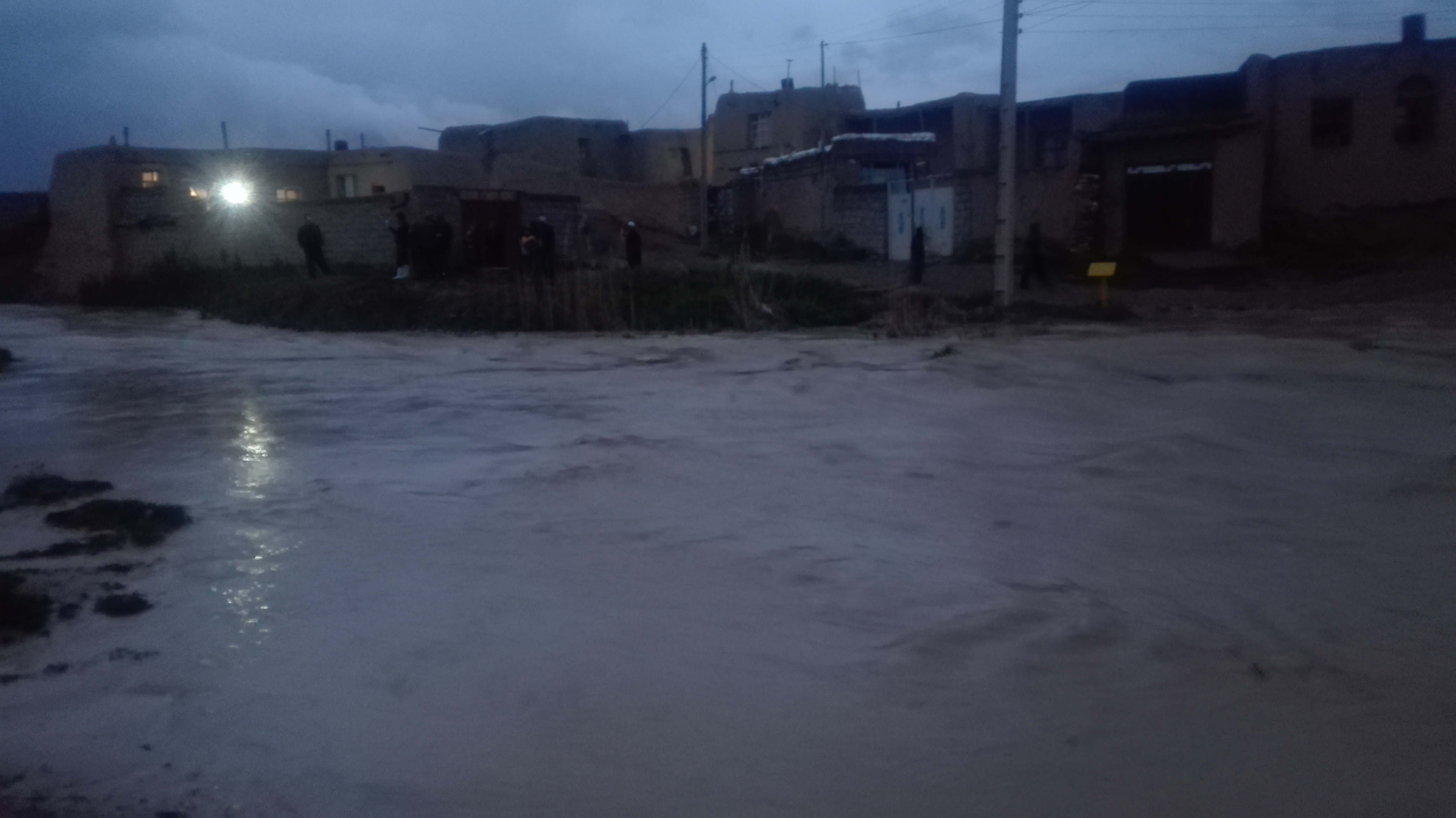
سیلاب در روستای جعفر و بالا امدن اب و عبور از روی پل

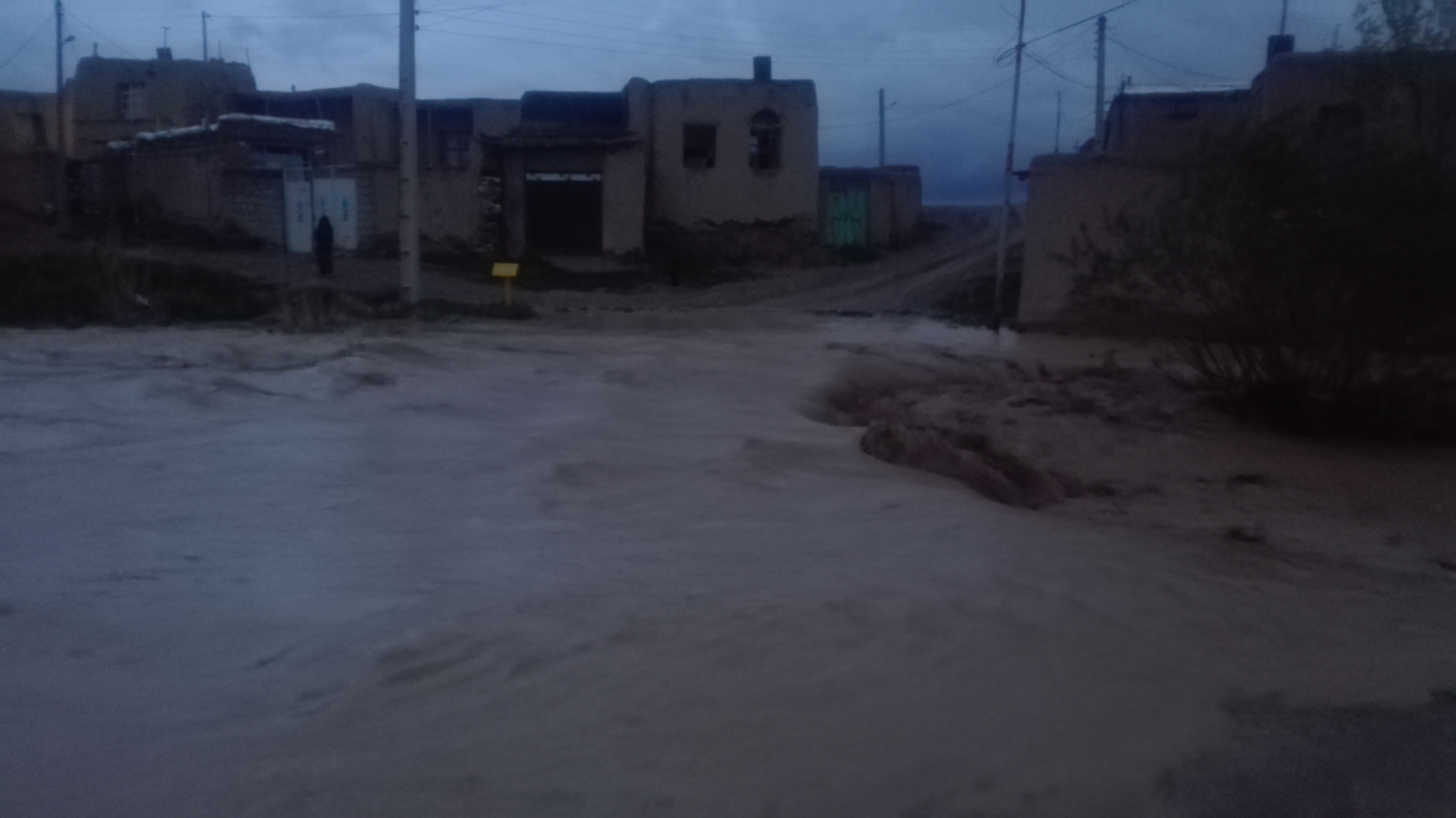
سیل در روستای جعفر

جلال کشاورز
ins:jale_gian
پایان